# 维纳斯城堡
维纳斯城堡（VenusFort，ヴィーナスフォート）是位於日本東京都江東區青海調色板城的一個已不復存在的商場，在關閉前它由森大廈運營。

## 歷史
维纳斯城堡於1999年8月25日开业，是一家仿中世纪（17、18世纪）欧洲（法國南部、北意大利）街道的女性主題公園式购物中心。2009年12月11日，维纳斯城堡的3樓进行了翻新，它也由此成为東京都區部的第一家暢貨中心。2022年3月27日，维纳斯城堡正式關閉。

## 圖集

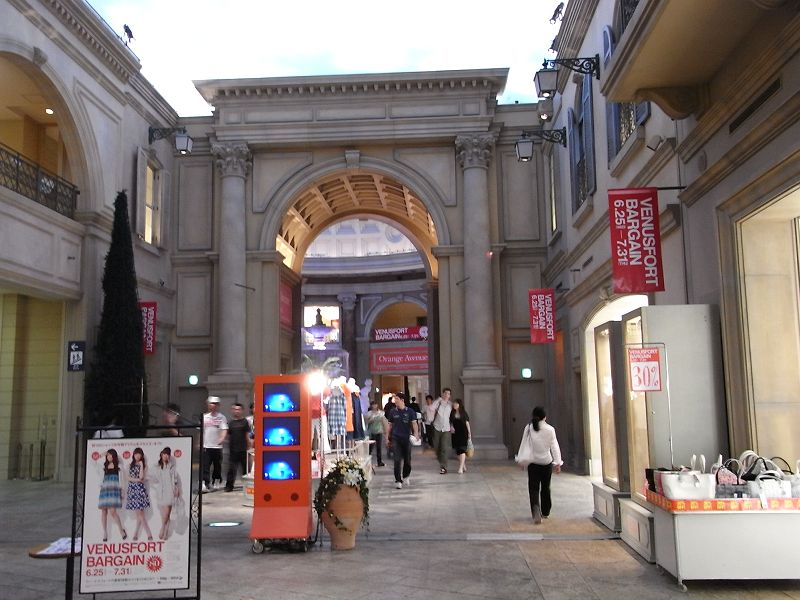
（攝於2008年7月4日）
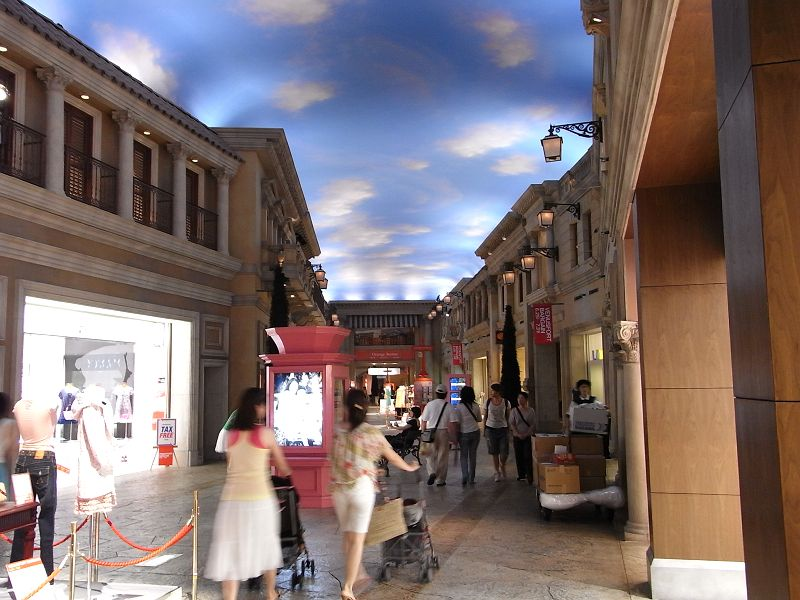
（攝於2008年7月4日）
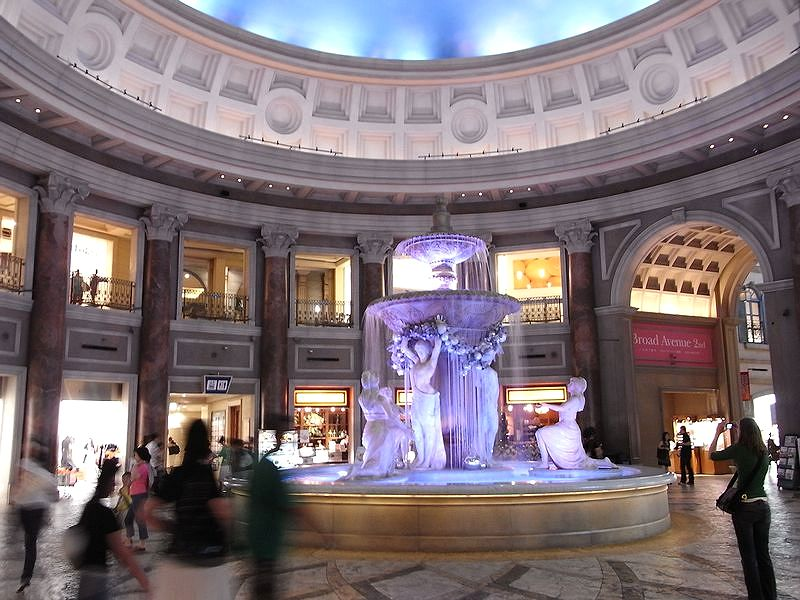
（攝於2008年7月4日）
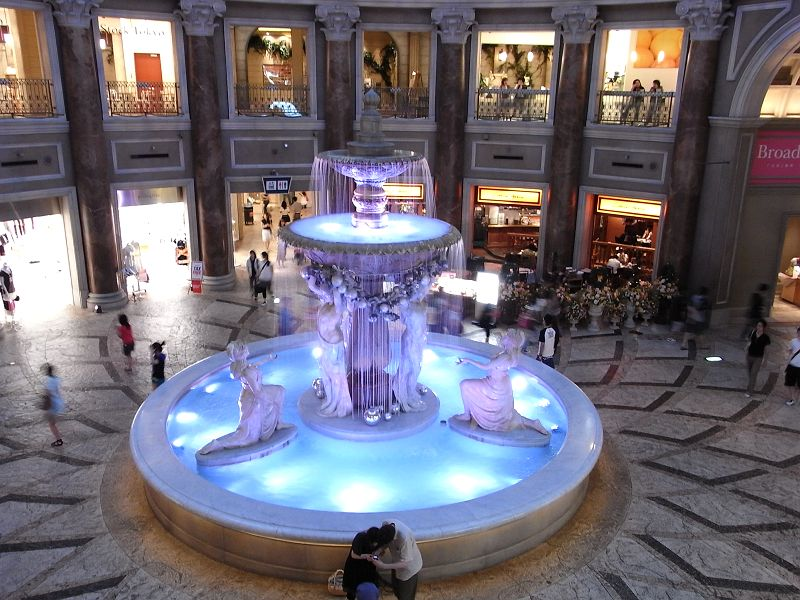
（攝於2008年7月4日）

## 外部連結
- ヴィーナスフォート （页面存档备份，存于）

Template:東京臨海副都心景點